# Systasis ephedrae
Systasis ephedrae is een vliesvleugelig insect uit de familie Pteromalidae. De wetenschappelijke naam is voor het eerst geldig gepubliceerd in 1982 door Dzhanokmen.